# .hack//Sign
.hack//Sign ist eine Anime-Fernsehserie aus dem Jahr 2002, die zum Franchise .hack gehört. Der Anime wurde ab dem 5. Juni 2007 durch den Sender Animax auf Deutsch ausgestrahlt.

## Handlung
Im Jahr 2007 ist das MMORPG The World weit verbreitet und über 20 Millionen Spieler treffen sich dort virtuell und erleben gemeinsam Abenteuer. Diese virtuelle Realität dient als Schauplatz des Animes.
Als der Charakter Tsukasa in diesem Spiel aufwacht, kann er sich an nichts erinnern, und im Gegensatz zu den anderen virtuellen Charakteren empfindet er diese virtuelle Welt als real. Er fühlt Schmerzen und nimmt Gerüche und Temperatur wahr. Bald muss er feststellen, dass er das Spiel nicht verlassen kann und über besondere Fähigkeiten verfügt. Deswegen wird er bald von den „Roten Rittern“ (Crimson Knights), den selbsternannten Wächtern des Spiels, verfolgt. Außerdem wird er zusammen mit einem katzenähnlichen Charakter gesehen, der nicht existieren dürfte. Spieler, die schummeln/hacken, werden üblicherweise aus Online-Spielen verbannt.
Als sie ihn finden, kommt es zum Kampf, und ein Monster erscheint und beschützt Tsukasa. Dabei wird der angreifende rote Ritter nicht nur im Spiel getötet, sondern erleidet als realer Spieler, der zu diesem Charakter gehört, einen epileptischen Anfall. Es wird allen Spielern geraten, sich von Tsukasa und dem Monster fernzuhalten, wobei eine andere Gruppe schon einen Plan schmiedet, Tsukasa vom Monster zu trennen und ihn zu verhaften.
Jedoch hat Tsukasa auch Freunde, die ihm helfen wollen, die Situation aufzuklären. So macht er sich gemeinsam mit Mimiru, Bear und weiteren auf die Suche nach Antworten auf seinen Zustand und einer Lösung für ihn. Dabei hören sie von einem anderen Gerücht über ein Cheat Item, dem sogenannten Key of the Twilight (Schlüssel der Dämmerung). Die Jagd nach diesem Item ruft jedoch auch Feinde auf den Plan, die dies gerne für sich hätten und es gegen andere oder die Welt einsetzen wollen.
Auf der Suche nach dem Schlüssel treffen sie auf ein programmiertes Abbild des Erbauers des Spiels. Dieser erzählt ihnen in kryptischer Art und Weise etwas über die Erweckung eines Mädchens, das die Welt verändern soll. Tsukasa kennt dieses Mädchen, das sich an einem geheimen Ort aufhält, den nur er kennt.

## Charaktere
TsukasaTsukasa (司) kann die Spielwelt nicht verlassen. Er versucht anfangs das Problem zu ignorieren und Kontakt zu anderen Mitspielern zu vermeiden.
MimiruMimiru (ミミル) ist ein junges Mädchen. Sie versucht Tsukasas Problem zu erkennen und zu lösen, und ihre Neugier wird durch Tsukasas seltsame Art noch gestärkt.
SubaruSubaru (昴) hat den höchsten Rang innerhalb der Roten Ritter inne. Sie wird durch ihr faires Urteilsvermögen respektiert.
BearBear (ベア) ist ein Schwertkämpfer und der älteste unter den hier aufgeführten Charakteren. Ihm geht Tsukasas missliche Lage sehr nahe, und er beschließt, alles daran zu setzen, ihm zu helfen.
SoraSora (楚良) ist eine zwielichtige Gestalt. Er nutzt sein hohes Spielerlevel gerne, um andere Spieler im Spiel zu töten.
BTBT ist ähnlich zwielichtig wie Sora, nur dass sie weniger Gewalt anwendet, sondern geschickt Intrigen schmiedet.
AuraAura ist das schlafende Mädchen, das erweckt werden soll.
MachaMacha ist ein Charakter, von dem niemand weiß, ob es sich um einen PC oder NPC handelt. Sein katzenartiges Aussehen lässt die Vermutung zu, dass es sich um einen illegalen Charakter handelt.
KiteKite ist der Held der Videospiel-Reihe, die zeitlich direkt nach dem Anime startet. Er kommt im eigentlichen Anime nicht vor, ist aber in der Sonderfolge Unison zu sehen.
Black RoseBlack Rose gehört ebenso wie Kite zu den .hackers (sprich: dot Hackers) und ist seine „Gefährtin“. Auch sie sieht man nur in dieser Sonderfolge.
MistralMistral ist ebenfalls ein treues Mitglied der .hackers. Genau wie Kite und Black Rose hat sie ihren großen Auftritt in den Videospielen und lässt sich im Anime ebenfalls nur in Unison blicken.
Balmung vom blauen HimmelBalmung ist unter den Spielern legendär für seine Taten und hat in Folge 21 seinen ersten Auftritt, indem er Subaru rettet.
Orca vom blauen MeerOrca ist in der wirklichen Welt der beste Freund von Kite und im Spiel ebenso bekannt wie Balmung. Seinen ersten Auftritt hat er in .hack//Infection. Die Story kommt durch ihn erst ins Rollen, da er durch Skeiths Datenentzug ins Koma fällt, worauf Kite das Buch des Zwielichts von Aura erhält, welches eigentlich Orca hätte erhalten sollen. Im Anime wird zwar häufiger von ihm gesprochen, dass er mit Balmung in einer Angelegenheit recherchiert, jedoch ist er nur in Unison zu sehen, als die Handlung an sich schon abgeschlossen ist.

## Produktion und Veröffentlichung
Die 26-teilige Fernsehserie wurde 2002 unter der Regie Koichi Mashimo von Bee Train produziert. Das Charakterdesign stammt von Yoshiyuki Sadamoto, künstlerischer Leiter war Yoshimi Umino. Das Mechanical Design entwarfen Kenji Teraoka und Tatsuya Oka. Die Serie wurde vom 4. April bis zum 25. September 2002 von TV Tokyo in Japan ausgestrahlt. Später folgen mit .hack//Intermezzo, .hack//Unison und .hack//Gift drei OVAs. 
Der Anime wurde unter anderem ins Englische, Spanische, Französische und Italienische übersetzt. In Deutschland erschien die Serie ab Mitte 2005 auf insgesamt sieben DVDs bei Beez Entertainment vertrieben durch Al!ve, die Sammelbox, welche mit der siebten DVD gekauft werden konnte, beinhaltete außerdem noch eine Figur aus der Serie und ein bedrucktes Mauspad. Ab dem 5. Juni 2007 wurde die deutsche Fassung von Animax ausgestrahlt. Die Serie wurde im Sommer 2008 neuveröffentlicht, in zwei sogenannten .hack//SIGN Boxen, neben einer verbesserten Bildqualität wurde auch das Bildformat von 4:3 auf 16:9 geändert und der Ableger .hack//Limality liegt mit japanischer Sprachausgabe und deutschen Untertiteln verteilt auf beiden Boxen bei.

### Synchronisation
| Rolle   | Japanischer Sprecher (Seiyū) |
| ------- | ---------------------------- |
| Tsukasa | Mitsuki Saiga                |
| BT      | Akiko Hiramatsu              |
| Sora    | Hiroshi Yanaka               |
| Subaru  | Kaori Nazuka                 |
| Bear    | Kazuhiro Nakata              |
| Mimiru  | Megumi Toyoguchi             |
| Morgana | Rie Tanaka                   |
| Crim    | Shin’ichirō Miki             |
| Helba   | Yumi Tōma                    |

### Musik
Es erschienen drei Soundtrack-CDs sowie eine Single-CD. Nur auf der Single-CD ist das Titellied in voller Länge zu hören. Die Texte sind größtenteils Japanisch und enthalten immer wieder englische Texte. So wurde die Musik des Vorspanns ausschließlich auf Englisch gesungen. Es finden sich auch Anleihen aus der deutschen Sprache. So wurde der Titel Das Wandern komplett auf Deutsch gesungen. Der Soundtrack erschien bei edel media & entertainment auch in Deutschland.
Die Musik stammt von der Komponistin von Yuki Kajiura, die für viele der Produktionen von Bee Train die Musik arrangierte. Gesungen wurden die Titel durch verschiedene Sänger zu denen See-Saw oder ROUND TABLE feat. Nino gehörten. Der Vorspanntitel Obsession und das Abspannlied Yasashii Yoake wurden von See-Saw produziert.

## Rezeption
Die Fan-Zeitschrift Funime bezeichnet die Serie als „Augenschmaus“ mit „wundervoller“ musikalischer Begleitung und schöner Synchronisation im Original. Die deutsche Synchronisation sei erträglich. Die stimmungsvolle Musik wird dabei besonders hervorgehoben.
Auch die Fachzeitschrift MangasZene lobt die musikalische Untermalung, die die Atmosphäre gut unterstütze. Das Charakterdesign sei „gut anzusehen“ und die Animationen gut, auch wenn oft nur geredet wird. Die mysteriöse Handlung mache Lust auf mehr.